# KazSat 1
O KazSat 1 foi um satélite de comunicação geoestacionário cazaque da série KazSat, construído pela Khrunichev Space Center. Ele esteve localizado na posição orbital de 103 graus de longitude leste e era administrado pela JSC KazSat. O satélite foi baseado na plataforma Yakhta e sua vida útil estimada era de 10 anos. O mesmo saiu de serviço em 26 de novembro de 2008, após uma falha no computador de bordo, o KazSat 1 foi transferido para a órbita cemitério em agosto de 2009.

## História
O KazSat 1 foi o primeiro satélite de comunicação cazaque, ele foi construído sobre uma estrutura de suporte de carga, que permitia lançá-lo como piggy-back junto com um outro satélite. Originalmente planejado para ser lançado como uma carga nas costas de um Proton-M/Briz-M. Ele foi lançado em meadas de 2006 como uma única carga abordo de um foguete Proton-K/Blok-DM3, como nenhuma oportunidade de lançamento piggy-back adequado estava disponível. O satélite era equipado com doze transponder em banda Ku e foi colocado na posição orbital de 103 graus de longitude leste.
O Kazsat 1 parou de responder aos comandos em junho de 2008 e foi perdido completamente o comando terrestre do satélite em outubro de 2008.
Um segundo satélite melhorada chamada de KazSat 2 planejado em 2006, para aumentar a sua capacidade acabou tornando o seu substituto, que só foi lançado em julho de 2011.

## Lançamento
O satélite foi lançado com sucesso ao espaço no dia 17 de julho de 2006 às 22h44 UTC, por meio de um veículo Proton-K/Blok-DM3 a partir do Cosmódromo de Baikonur, no Cazaquistão. Ele tinha uma massa de lançamento de 1 092 kg.

## Capacidade e cobertura
O KazSat 1 era equipado com 12 transponder em banda Ku para fornecer serviços de telecomunicação ao território do Cazaquistão e países vizinhos.